# Karl Frederick
Karl Frederick (n. 2 februarie 1881, New York, SUA – d. 11 februarie 1963, New York, SUA) a fost un trăgător de tir ce a reprezentat Statele Unite ale Americii, medaliat olimpic. A participat la o ediție a Jocurilor Olimpice (1920) în care a câștigat o medalie de aur.

## Participări
Lista de mai jos prezintă principalele competiții la care a participat Karl Frederick de-a lungul carierei.
- shooting at the 1920 Summer Olympics – men's 50 metre free pistol[*]